# Selección de fútbol sala de Rumania
La selección de fútbol sala de Rumania es el equipo que representa al país en la Copa Mundial de fútbol sala de la FIFA, en la Eurocopa de fútbol sala y en otros torneos de la especialidad; y es controlado por la Federación Rumana de Fútbol.

## Estadísticas

### Copa Mundial de Futsal FIFA
| Copa Mundial de fútbol sala de la FIFA | Copa Mundial de fútbol sala de la FIFA | Copa Mundial de fútbol sala de la FIFA | Copa Mundial de fútbol sala de la FIFA | Copa Mundial de fútbol sala de la FIFA | Copa Mundial de fútbol sala de la FIFA | Copa Mundial de fútbol sala de la FIFA | Copa Mundial de fútbol sala de la FIFA |
| Año                                    | Ronda                                  | J                                      | G                                      | E                                      | P                                      | GF                                     | GC                                     |
| -------------------------------------- | -------------------------------------- | -------------------------------------- | -------------------------------------- | -------------------------------------- | -------------------------------------- | -------------------------------------- | -------------------------------------- |
| 1989 - 2000                            | No participó                           | No participó                           | No participó                           | No participó                           | No participó                           | No participó                           | No participó                           |
| 2004                                   | No clasificó                           | No clasificó                           | No clasificó                           | No clasificó                           | No clasificó                           | No clasificó                           | No clasificó                           |
| 2008                                   | No clasificó                           | No clasificó                           | No clasificó                           | No clasificó                           | No clasificó                           | No clasificó                           | No clasificó                           |
| 2012                                   | No clasificó                           | No clasificó                           | No clasificó                           | No clasificó                           | No clasificó                           | No clasificó                           | No clasificó                           |
| 2016                                   | No clasificó                           | No clasificó                           | No clasificó                           | No clasificó                           | No clasificó                           | No clasificó                           | No clasificó                           |
| 2021                                   | No clasificó                           | No clasificó                           | No clasificó                           | No clasificó                           | No clasificó                           | No clasificó                           | No clasificó                           |
| Total                                  | 0/9                                    | -                                      | -                                      | -                                      | -                                      | -                                      | -                                      |

### Eurocopa de Fútbol Sala
| Eurocopa de Fútbol Sala | Eurocopa de Fútbol Sala | Eurocopa de Fútbol Sala | Eurocopa de Fútbol Sala | Eurocopa de Fútbol Sala | Eurocopa de Fútbol Sala | Eurocopa de Fútbol Sala | Eurocopa de Fútbol Sala |
| Año                     | Ronda                   | J                       | G                       | E                       | P                       | GF                      | GC                      |
| ----------------------- | ----------------------- | ----------------------- | ----------------------- | ----------------------- | ----------------------- | ----------------------- | ----------------------- |
| 1996 - 2003             | No participó            | No participó            | No participó            | No participó            | No participó            | No participó            | No participó            |
| 2005                    | No clasificó            | No clasificó            | No clasificó            | No clasificó            | No clasificó            | No clasificó            | No clasificó            |
| 2007                    | Fase de grupos          | 3                       | 1                       | 0                       | 2                       | 9                       | 14                      |
| 2010                    | No clasificó            | No clasificó            | No clasificó            | No clasificó            | No clasificó            | No clasificó            | No clasificó            |
| 2012                    | Fase de grupos          | 3                       | 1                       | 0                       | 2                       | 7                       | 11                      |
| 2014                    | Fase de grupos          | 3                       | 1                       | 0                       | 2                       | 6                       | 8                       |
| 2016                    | No clasificó            | No clasificó            | No clasificó            | No clasificó            | No clasificó            | No clasificó            | No clasificó            |
| 2018                    | Fase de grupos          | 2                       | 0                       | 0                       | 2                       | 3                       | 7                       |
| 2022                    | No clasificó            | No clasificó            | No clasificó            | No clasificó            | No clasificó            | No clasificó            | No clasificó            |
| Total                   | 4/12                    | 11                      | 3                       | 0                       | 8                       | 25                      | 40                      |

### Gran Prix
| Grand Prix de Futsal | Grand Prix de Futsal | Grand Prix de Futsal | Grand Prix de Futsal | Grand Prix de Futsal | Grand Prix de Futsal | Grand Prix de Futsal | Grand Prix de Futsal | Grand Prix de Futsal |
| Año                  | Ronda                | J                    | G                    | E                    | P                    | GF                   | GC                   | DIF                  |
| -------------------- | -------------------- | -------------------- | -------------------- | -------------------- | -------------------- | -------------------- | -------------------- | -------------------- |
| 2005                 | No participó         | No participó         | No participó         | No participó         | No participó         | No participó         | No participó         | No participó         |
| 2006                 | No participó         | No participó         | No participó         | No participó         | No participó         | No participó         | No participó         | No participó         |
| 2007                 | No participó         | No participó         | No participó         | No participó         | No participó         | No participó         | No participó         | No participó         |
| 2008                 | No participó         | No participó         | No participó         | No participó         | No participó         | No participó         | No participó         | No participó         |
| 2009                 | 3º Lugar             | 6                    | 3                    | 1                    | 2                    | 16                   | 26                   | -10                  |
| 2010                 | 10º Lugar            | 6                    | 2                    | 1                    | 3                    | 14                   | 17                   | -3                   |
| 2011                 | No participó         | No participó         | No participó         | No participó         | No participó         | No participó         | No participó         | No participó         |
| 2013                 | No participó         | No participó         | No participó         | No participó         | No participó         | No participó         | No participó         | No participó         |
| 2014                 | No participó         | No participó         | No participó         | No participó         | No participó         | No participó         | No participó         | No participó         |
| 2015                 | No participó         | No participó         | No participó         | No participó         | No participó         | No participó         | No participó         | No participó         |
| 2016                 | Por disputarse       | Por disputarse       | Por disputarse       | Por disputarse       | Por disputarse       | Por disputarse       | Por disputarse       | Por disputarse       |
| Total                | 2/11                 | 12                   | 5                    | 2                    | 5                    | 30                   | 43                   | –13                  |